# نیروهای مسلح تونس
نیروهای مسلح تونس (عربی: القوات المسلحة التونسية) مجموعه نیروهای مسلح تونس است، که از ارتش تونس، نیروی هوایی تونس و نیروی دریایی تونس تشکیل می‌شود.